# Аксаков, Александр Николаевич
Алекса́ндр Никола́евич Акса́ков (27 мая [8 июня] 1832, Репьевка, Пензенская губерния — 4 [17] января 1903, Санкт-Петербург) — русский публицист, переводчик, издатель из рода Аксаковых, активный сторонник и пропагандист идей спиритуализма, автор термина «телекинез». Племянник писателя С. Т. Аксакова.

## Биография
Родился 27 мая (8 июня) 1832 в селе Репьевка (ныне — в Инзенском районе Ульяновской области).
Учился в Александровском лицее (1845—1851). В течение двух лет был вольнослушателем на медицинском факультете Московского университета. В 1852 году поступил на службу в Министерство внутренних дел и был направлен с экспедициею П. И. Мельникова-Печерского в Нижегородскую губернию для исследования раскола. В 1858 году по приглашению нижегородского губернатора А. Н. Муравьева (бывшего декабриста) поступил (будучи коллежским асессором с 1854 г.) в палату государственных имуществ советником (исправлял должность, жалования и столовых 999 руб.) хозяйственного отделения; в 1860 вышел в отставку, чтобы устроить свои имения согласно положению о крестьянах. С 1868 по 1878 служил в государственной канцелярии и оставил службу в чине действительного статского советника.
Был инициатором и, вместе с А. М. Бутлеровым и Н. П. Вагнером, организатором медиумических сеансов, вызвавших широкий резонанс. Деятельность Аксакова привлекла к себе внимание известных писателей — Достоевского и Лескова.

## Публицистическая деятельность
Ещё в лицее обстоятельно ознакомился с учением Сведенборга. В 1863 году напечатал в Лейпциге перевод с латинского «О небесах, о мире и об аде, как то видел и слышал Э. Сведенборг». В Лейпциге издал также «Евангелие по Сведенборгу» (1864), «Рационализм Сведенборга. Критическое исследование его учения о Св. Писании» (1870), «Книга бытия по Сведенборгу» (1870).
Загадочными явлениями человеческой психики увлёкся ещё в 1855 году, с 1870 года начал принимать участие в спиритических сеансах. Во второй половине 1860-х годов в сочинениях американского спиритуалиста Э. Дж. Дэвиса Аксаков нашёл подтверждение своей философии; издал несколько переводов Дэвиса на немецком языке. Свои переводы с английского и немецкого языков, а также и статьи по животному магнетизму и спиритизму он печатал в Лейпциге и, что было возможно, — в Петербурге. С 1874 года он издавал в Лейпциге ежемесячный журнал «Psychische Studien», посвященный исследованию малоизвестных явлений психической жизни. В 1893 г. в ответ на трактат Э. Гартмана Der Spiritismus (1885) опубликовал книгу «Анимизм и спиритизм», позднее продолжал полемику с ним в других работах.
Кроме статей о сведенборгианизме и медиумизме, писал и по общим вопросам, в «Дне» И. С. Аксакова — о Талмуде, в «Русском Вестнике» — «О народном пьянстве», брошюру «Содержание питейных заведений» и др. В 1881 принимал участие в совещаниях «Сведущих людей». Его личный взгляд на спиритизм высказан им в предисловии к изданию «Спиритизм и наука» (СПб., 1872).

### Список произведений
- Аксаков А. Н. Спиритуализм и наука. — СПб.: Тип. А. М. Котомина, 1872. — II, XVI, 176 с.
- Аксаков А. Н. Разоблачения. — СПб.: Тип. В. Безобразова, 1883.
- Аксаков А. Н. Позитивизм в области спиритуализма. — СПб.: Ребус, 1884. — II, 228 с.
- Аксаков А. Н. Предвестники спиритизма за последние 250 лет. — СПб.: Тип. В. Демакова, 1895. — VIII, XXXII, 513 с.
- Аксаков А. Н. Анимизм и спиритизм. — 3-е изд. — Уфа: Печать, 1910. — VIII, 679, 10 с.